# Everybody (bài hát của Madonna)
"Everybody" là một bài hát của ca sĩ người Mỹ Madonna nằm trong album đầu tay mang chính tên cô. Nó được phát hành vào ngày 6 tháng 10 năm 1982 bởi Sire Records như là đĩa đơn đầu tay trong sự nghiệp của cô.

## Danh sách track
- Đĩa 12" tại Mỹ

1. "Everybody" – 5:56
2. "Everybody" (bản dub) – 9:23

- Đĩa 7" tại Mỹ

1. "Everybody" – 3:58
2. "Everybody" (không lời) – 4:13

- Đĩa 7" / 12" tại Vương quốc Anh

1. "Everybody" – 6:16
2. "Everybody" (bản dub) – 5:59

## Xếp hạng
| Bảng xếp hạng (1982)                              | Vị trí cao nhất |
| ------------------------------------------------- | --------------- |
| Hoa Kỳ Bubbling Under Hot 100 Singles (Billboard) | 7               |
| Hoa Kỳ Dance Club Songs (Billboard)               | 3               |